# Wielickie Oka

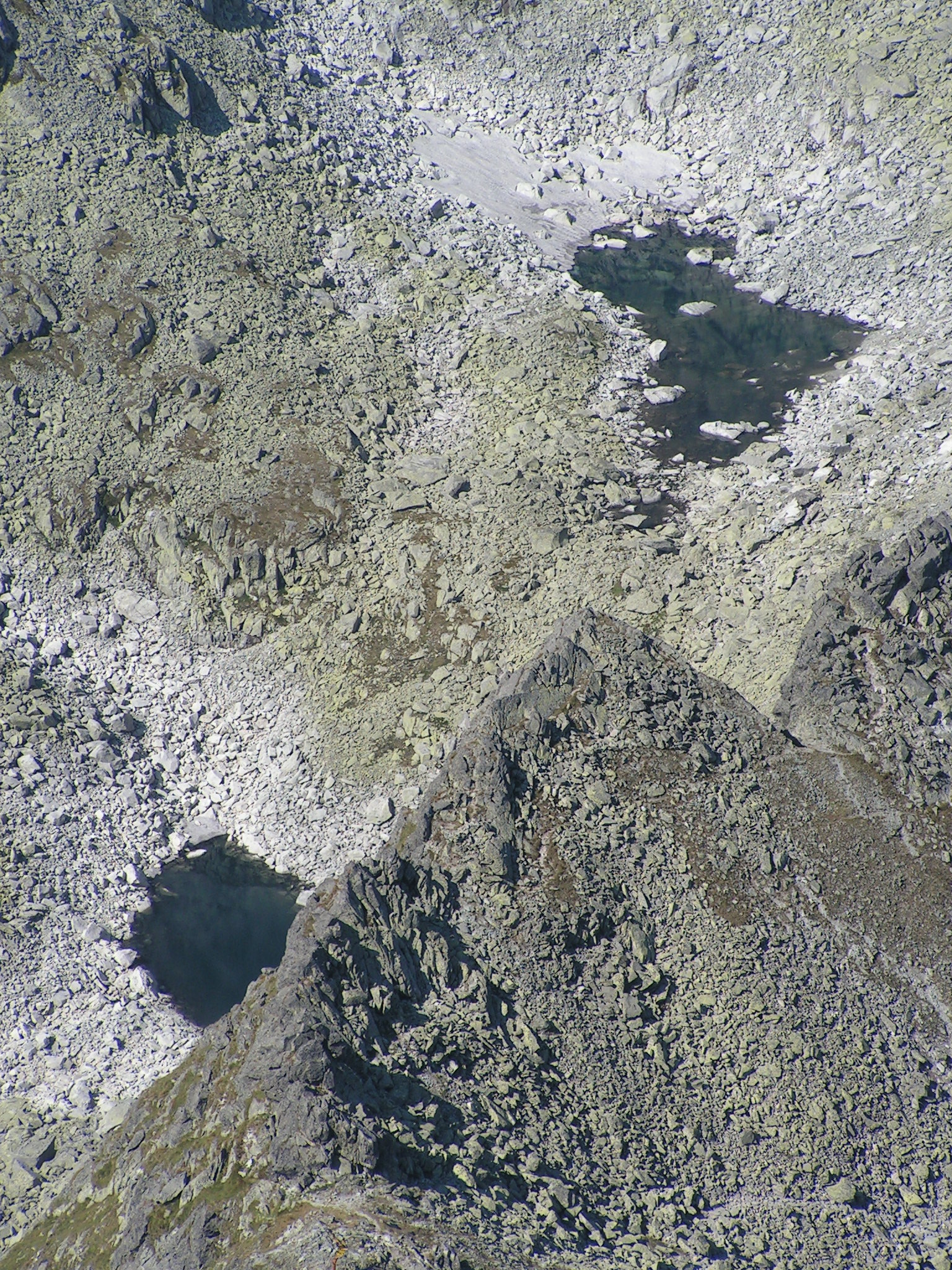
Wielickie Oka – widok ze szlaku na Małą Wysoką

Wielickie Oka (słow. Vyšné Velické plieska) – dwa niewielkie stawki znajdujące się w górnych partiach Doliny Wielickiej w słowackiej części Tatr Wysokich. Wielickie Oka leżą na dnie Wielickiego Kotła, u podnóża południowej ściany Wielickiego Szczytu. Wschodni z tych dwóch stawków nosi nazwę Niżnie Wielickie Oko i położony jest na wysokości ok. 2120 m n.p.m. Wyżej położony jest zachodni stawek nazywany Wyżnim Wielickim Okiem, jest on położony na wysokości 2140 m. Do stawków tych nie prowadzą żadne znakowane szlaki turystyczne.
Nazwa stawków wywodzi się bezpośrednio od nazewnictwa Doliny Wielickiej.